# مجروح در جنگل
مجروح در جنگل (لهستانی: Ranny w lesie) یک فیلم جنگی درام لهستانی به کارگردانی یانوش ناسفتر است که در سال ۱۹۶۳ ساخته و در سال ۱۹۶۴ منتشر شد.

## گزیدهٔ بازیگران
- دانیل اولبریخسکی
- استفان فریدمان
- زجیسواف کارچفسکی
- گوستاو لوتکیه‌ویچ
- آدام پاولیکوفسکی
- میه‌چیسواف استور
- بوگوسواف سوخناتسکی
- زجیسواف شیماینسکی
- یوزف دوریاش